# Coral Princess
Coral Princess es un crucero de clase Coral propiedad y operado por la línea Princess Cruises. El barco, junto con el barco hermano Island Princess, se botó en 2002. Coral Princess e Island Princess son parte de los únicos cinco barcos Panamax operados por Princess Cruises.

## Ruta
Durante los meses de verano, el itinerario principal de Coral Princess consiste en cruceros de 7 días por Alaska desde Vancouver, Columbia Británica, Canadá, hasta Whittier, Alaska, EE. UU. Durante el otoño, el invierno y la primavera, Coral Princess realiza cruceros de 11 días en tránsito parcial por el Canal de Panamá con paradas en Cartagena, Colombia, Colón, Panamá, Ocho Ríos, Jamaica o Gran Caimán (cruceros alternos), Limón, Costa Rica y Oranjestad, Aruba, con Fort Lauderdale, Florida, como puerto de reestructuración.

## Accidentes e incidentes
El 2 de mayo de 2013, Coral Princess sufrió un incendio cuando un material inflamable en los espacios de ingeniería se encendió accidentalmente en medio de la noche. Se extinguió rápidamente sin que nadie a bordo resultara herido; sin embargo, los pasajeros detectaron pequeñas cantidades de humo hasta la cubierta 8.
Coral Princess experimentó un incendio en el motor aproximadamente a las 21:30 hora local del 15 de enero de 2020 mientras se encontraba en el Pasaje Drake camino a Stanley, Islas Malvinas. En el momento del incendio, Coral Princess estaba a 4 millas náuticas (7,4 km; 4,6 millas) al norte de la isla Elefante en la Antártida. El barco acababa de completar un tránsito de dos días por la Península Antártica cuando ocurrió el incendio y estaba contenido en el sistema de detección de incendios a bordo del barco; ningún pasajero o tripulación resultó herido.

## Casos de coronavirus en el crucero
Informes de noticias a principios de abril de 2020 indicaron que el barco, con 1.020 pasajeros y 878 tripulantes, con algunos síntomas similares a la gripe, esperaba poder atracar en Port Everglades en Fort Lauderdale, Florida para permitir que los pasajeros desembarquen. Una noticia del 2 de abril de 2020 declaró que "los pasajeros fueron confinados a sus habitaciones ... cuando la compañía notó un número de casos similares a los de la gripe más altos de lo normal a bordo". Luego, los informes especificaron que "de 13 pasajeros y tripulantes sometidos a prueba para COVID-19 a bordo del Coral Princess, 12 fueron positivos". Funcionarios del condado de Broward, Florida, dijeron que aún no se había implementado un plan para manejar la situación. El barco partió de San Antonio, Chile, el 5 de marzo de 2020, cuando la línea de cruceros todavía estaba en pleno funcionamiento, y no se le permitió desembarcar pasajeros en Buenos Aires los días 19 y 20 de marzo. Los pasajeros se encontraban completamente cerrados cuando el barco se acercaba a Florida.
Un barco anterior, el Zaandam de Holland America Line, también con casos confirmados de COVID-19, finalmente recibió permiso el 2 de abril para que la mayoría de sus pasajeros desembarcaran en Port Everglades. Coral Princess fue desviada y finalmente atracada en el Puerto de Miami en la tarde del 4 de abril con sus más de 1,000 pasajeros y 878 miembros de la tripulación. Los informes en el momento indicaron que dos pasajeros habían muerto y algunos otros estaban enfermos. Solo unos pocos con síntomas de enfermedad respiratoria habían sido evaluados para COVID-19 y de ellos, 12 habían resultado positivos. Un informe de CNN a las 6 p. m. del 4 de abril indicó que aproximadamente 15 personas permanecerían a bordo para recibir atención médica. Aquellos que no estaban enfermos debían desembarcar cuando los vuelos a sus destinos estaban disponibles; se esperaba que esto tomara algunos días. Sin embargo, un informe posterior del South Florida Sun-Sentinel declaró que cuatro pasajeros estaban programados para ser trasladados a hospitales de Florida y agregó que no se permitiría el desembarco de 67 personas.
Para el 7 de abril, todos menos 90 pasajeros habían desembarcado; muchos habían regresado al Reino Unido, Australia, California y Canadá a través de vuelos chárter. A esa fecha, tres pasajeros habían muerto. El buque partió de Port Miami el 10 de abril de 2020 con su tripulación y 13 pasajeros internacionales que no pudieron regresar a sus países de origen debido a restricciones de viaje. No se reveló ningún destino, pero parecía que el barco inicialmente permanecería en el mar durante un período de cuarentena.